# Defenture
Defenture gevestigd in Tiel, is een Nederlandse fabrikant van hoogwaardige licht tactische mobiliteitsoplossingen voor militaire en gespecialiseerde eenheden van Defensie en veiligheidsorganisaties. Defenture is een innovatiegedreven onderneming en richt zich zowel op het ontwerpen, ontwikkelen, produceren als het onderhouden van haar oplossingen. De voertuigen van Defenture worden ingezet door eenheden die verantwoordelijk zijn voor de nationale veiligheid en bescherming, en zijn ontworpen om veiligheid, mobiliteit en operationele effectiviteit te combineren in zeer uiteenlopende en extreme omstandigheden. 
Dankzij schaalbare oplossingen en naadloze systeemintegratie zijn de platforms inzetbaar in een breed spectrum van defensie- en veiligheidsoperaties. Naast het ontwikkelen van mobiliteitsoplossingen is Defenture ook partner voor systeemintegratie waardoor zij in staat is om mission-ready oplossingen te leveren.
De onderneming werkt nauw samen met nationale en internationale partners, waaronder defensieorganisaties en industriepartners. Deze samenwerking stelt Defenture in staat om voertuigen te ontwikkelen die aansluiten op de actuele en toekomstige behoeften van gebruikers.

## Geschiedenis
Defenture werd in 2013 opgericht naar aanleiding van de concrete behoefte binnen het Nederlandse Ministerie van Defensie om een voertuig te ontwikkelen dat volledig is afgestemd op de operationele eisen van speciale eenheden. Deze vraag resulteerde in de ontwikkeling van Defenture’s eerste platform, de GRF. Het GRF platform werd geleverd aan het Nederlandse Ministerie van Defensie, welke door de Nederlandse gebruikers ook wel VECTOR wordt genoemd.
Het verhaal van Defenture is geworteld in de ambitie om militaire mobiliteit opnieuw te definiëren. De filosofie achter de ontwikkeling van Defenture en haar platformen is om veilig van A punt B te komen, maar belangrijker nog: om ongedeerd weer thuis te komen. 
•	2013:  
- Defenture wordt opgericht.

•	2014: 
- De pré-serie GRF-platformen werden geleverd aan het Nederlandse Ministerie van Defensie.

•	2016: 
- De serie GRF-platformen werden geleverd aan het Nederlandse Ministerie van Defensie.

•	2020: 
- De GRF-platformen werden geleverd aan het KCT.
- In 2020 heeft COMMIT (Commando Materieel en IT) Defenture een contract gegund voor de ontwikkeling, productie en het onderhoud van militaire diesel quads, de Scorpion, voor eenheden van het Nederlandse Ministerie van Defensie.
- Armasuisse, het bureau voor defensieaankopen in Zwitserland, heeft Defenture een contract gegund voor de levering van de GRF voor het LAUF20 programma.

•	2021: 
- Defenture kondigt een samenwerking aan met het Duitse Kommando Spezialkräfte (KSK), dat heeft geleidt tot de ontwikkeling van Defenture’s volgende platform: de Mammoth.
- Het eerste pre serie voertuig voor Armasuisse werd dit jaar geleverd.

•	2022: In 2022 heeft COMMIT, Defenture de opdracht gegund voor de levering van GRF’s, voor de 11 Luchtmobiele Brigade (11LMB). 
•	2023:
- In oktober heeft Defenture het eerste testvoertuig aan COMMIT overgedragen. Dit voertuig wordt eerst uitgebreid getest en ook voorzien van alle communicatieapparatuur voordat het wordt overgedragen aan de 11 Luchtmobiele Brigade.
- De eerste serie voertuigen voor Armasuisse voor het LAUF20 programma zijn afgeroepen.

•	2024:
- Het Oostenrijkse ministerie van Defensie tekent het contract met Defenture voor de levering van een batch GRF voertuigen.
- Defenture levert eerste prototypes van het Mammoth-platform aan Duitse Ministerie van Defensie voor de testfase.
- Defenture introduceert de Mammoth officieel als portfolio uitbreiding tijdens Eurosatory 2024.
- Defenture en de Poolse Defensie hebben een meerjarig contract getekend voor de levering van Defenture's GRF platformen.

## Activiteiten
De onderneming houdt zich bezig met: 
- Het ontwikkelen van innovatieve mobiliteitsoplossingen voor Defensie en veiligheidsdiensten.
- Systeemintegratie.
- Service en Support.
- Rijtraining en opleiding.

### Producten
Het portfolio van Defenture bestaat uit de volgende platformen: 

##### GRF
De GRF is het eerste platform dat Defenture heeft ontwikkeld en vormt tevens de basis van het portfolio. Het is een licht tactisch 4x4-voertuig, ontworpen voor special operations forces zoals het Korps Commandotroepen. De GRF is luchttransporteerbaar in en onder een CH-47 Chinook, volledig modulair en inzet inzetbaar voor uiteenlopende missies. Naast Nederland, wordt de GRF inmiddels ook geleverd aan Zwitserland, Oostenrijk en Polen. 

##### Mammoth
De Mammoth is het zwaarste voertuig in het Defenture portfolio en is ontwikkeld in nauwe samenwerking met de Duitse speciale eenheden. Met een gewicht van bijna negen ton zijn de mobiliteit en wendbaarheid van de Mammoth vergelijkbaar met militaire voertuigen, die aanzienlijk minder wegen. Dit maakt het een uniek platform. Het platform is geschikt voor een breed scala aan operationele toepassing in de meest uitdagende omstandigheden.  

##### Scorpion (militaire diesel quad)
De Scorpion is een compacte, vierwielaangedreven dieselquad, ontwikkeld als snel en wendbaar transportmiddel. De quad kan ingezet worden voor verkenning, logistieke ondersteuning en snelle interventies en kan opereren in moeilijk begaanbaar terrein. 